# Final de serie
Un final de serie es la última entrega de una serie de televisión, usualmente una sitcom o un drama. El término se usa típicamente para referirse a un final planificado y diferenciarlo de un final no planeado, cuando una serie es cancelada. Un episodio calificado como un final de serie es generalmente un evento de gran interés para los creadores, seguidores y patrocinadores del programa. El término en inglés series finale se usa principalmente en Norteamérica, siendo usado en el Reino Unido el término final episode, ya que serie puede ser un sinónimo a temporada en Estados Unidos.

## Orígenes
La mayoría de las primeras series de televisión consistían en episodios independientes en lugar de arcos narrativos continuos, por lo que había pocas razones para ofrecer un cierre al final de sus ejecuciones. Las primeras series de comedia que tuvieron episodios finales especiales incluyen Howdy Doody en septiembre de 1960, Leave It to Beaver en junio de 1963, Hank en abril de 1966 y The Dick Van Dyke Show en junio de 1966. Una de las pocas series dramáticas que tuvo un final planificado durante este período fue la Ruta 66 , que concluyó en marzo de 1964 con un episodio de dos partes en el que la pareja de vagabundos filosóficos finalizó su viaje a través de América y luego tomaron caminos separados.
Considerado como «el final de la serie que inventó el final de la serie moderna», el episodio final de agosto de 1967 de The Fugitive de ABC, "The Judgment: Part 2", atrajo una cuota de audiencia del 72% cuando se transmitió. Este siguió siendo el porcentaje de audiencia más alto en la historia de la televisión estadounidense hasta el final de 1977 de la miniserie de televisión Roots (en la misma cadena) y más tarde el episodio de resolución de 1980 del internacionalmente destacado Who shot J.R.? de la serie Dallas. 

## Formato típico
Usualmente, un final de serie es una conclusión dramática de la primicia básica de una serie. Los episodios finales frecuentemente muestran cambios fundamentales en la trama central, como la unión de una pareja, la resolución de un misterio o un problema central, la separación de los personajes principales, o la venta de una casa o un negocio que sirve como escenario principal de la serie. También, un episodio final puede tener cosas que se podrían considerar como el "salto al tiburón" frente a cualquier otro punto en la serie. Los finales de serie no tienen por qué ser un episodio de televisión. En algunas ocasiones, pueden ser una película para televisión o para el cine.
Otra tendencia envuelve en admitir la irrealidad fundamental de la serie, como en St. Elsewhere o Newhart.
Episodios finales algunas veces incluyen vistas al futuro o detalladas vistas al pasado de la serie, o algunas veces ambas (como en el final de Star Trek: La Nueva Generación). Algunos personajes pueden finalmente lograr cosas que nunca hicieron, gags recurrentes llegan a su fin, y personajes jamás vistos pueden ser revelados. También puede haber alusiones a otros programas que hayan pasado a la historia de la televisión, y algunas veces uno o dos personajes son usados para una nueva serie (como Cheers engendrando Frasier) en la que los personajes de la serie concluida podrían aparecer de vez en cuando. Los programas que presentan a un personaje que se enfrenta a un villano en un fundamento regular algunas veces construyen sus finales con un enfrentamiento final sin barreras entre el héroe y el más notorio de los villanos que él o ella ha enfrentado.
Los finales de serie de programas que son cancelados de repente algunas veces son vistos haciendo conclusiones desordenadas o apuradas, u otras veces teniendo un sentimiento reflejado, más que atar cabos sueltos.
Un final de serie anticipado algunas veces cierra tramas sueltas que se han quedado durante la emisión de una serie, o por lo menos en sus últimas temporadas. Es muy común para los actores que dejaron el show desde hace tiempo regresar para una última aparición, como Shelley Long en Cheers, Dylan McDermott en The Practice, Kristy McNichol en Empty Nest, Tisha Campbell en Martin, David Duchovny en The X-Files, Topher Grace y Ashton Kutcher en That '70s Show, Jessica Biel en el «final intencionado»de 7th Heaven, Linda Gray y Steve Kanaly en Dallas, Rob Lowe en The West Wing, Denise Crosby en Star Trek: La Nueva Generación, Michael Shanks en el "final intencionado" de Stargate SG-1 (el programa fue renovado para una séptima temporada después de producción), Joan Van Ark y Donna Mills en Knots Landing, David Boreanaz en Buffy, la Cazavampiros, Scott Weinger en Full House, George Clooney en ER y Nicole Sullivan en The King of Queens.
Ocasionalmente, un programa es cancelado sin aviso, pero sus últimos dos o tres episodios son simplemente combinados para crear algo llamado como un "final de serie", como sucedió en Married with Children o Full House, donde ambas se hicieron muy costosas para producir y esto terminó en una nota anti-climática.

## Series notables que tuvieron un final de facto
La siguiente es una lista de finales de serie de facto de programas que terminaron prematuramente. Por eso, estos episodios no tienen las características de los finales planeados y formales, donde toda la serie se resuelve de alguna manera.
- 1 vs 100 (programa de juegos del 2008).
- Crosing Jordan (2007).
- 8 Simple Rules (2005).
- Popular (2001).
- Girlfriends (2008).
- Carnivàle (2005).
- The Addams Family (1966).
- ALF (1990) - La cuarta temporada terminó con Alf siendo capturado por la Fuerza Anti-Alienígenas, ya que los escritores querían resolver este problema en una quinta temporada. Sin embargo, la serie fue cancelada, aunque la historia se resolvió en la película Proyecto: ALF.
- American Dreams (2005).
- Beautiful People (2006) - Las tres chicas Kerr se separan, y se van con sus respectivos novios.
- The Bernie Mac Show (2006).
- Bewitched (1972).
- Bonanza (1973) - Little Joe es acechado por un loco veterano de guerra mientras hace una entrega.
- The Brady Bunch (1974) - Greg es engañado al comprar un tónico para el pelo que se lo tiñe anaranjado horas antes de la graduación.
- Diff'rent Strokes (1986).
- Danny Phantom (2007).
- Family Matters (1998).
- Farscape (2003) - La serie fue abruptamente cancelada en su cuarta temporada, a pesar de que la cadena le había prometido una quinta. La serie fue continuada en la miniserie "Farscape: The Peacekeeper Wars".
- Firefly (2002) - La serie fue cancelada en medio de su primera temporada, pero fue revivida en la película Serenity del 2005.
- Gilligan's Island (1967) - La serie terminó en una serie de películas.
- Gilmore Girls (2007).
- Gunsmoke (1975).
- Mi Bella Genio (1970).
- I Love Lucy (1957).
- The Jeffersons (1985).
- Las Vegas (2008).
- Laverne & Shirley (1983).
- Lois & Clark (1997) - La cuarta temporada terminó con Clark y Lois encontrando a un niño envuelto en una manta de Superman con una nota que decía que el bebé les pertenecía. Una quinta temporada fue planeada para describir de donde venía el niño, pero la serie fue cancelada, dejando el misterio sin resolver.